# Los Encinos, Puebla
Los Encinos är en ort i Mexiko.   Den ligger i kommunen Huejotzingo och delstaten Puebla, i den sydöstra delen av landet, 80 km öster om huvudstaden Mexico City. Los Encinos ligger 2 255 meter över havet och antalet invånare är 1 261.
Terrängen runt Los Encinos är platt åt nordost, men åt sydväst är den kuperad. Terrängen runt Los Encinos sluttar österut. Runt Los Encinos är det ganska tätbefolkat, med 108 invånare per kvadratkilometer. Närmaste större samhälle är Cholula, 16,2 km sydost om Los Encinos. Omgivningarna runt Los Encinos är en mosaik av jordbruksmark och naturlig växtlighet.